# 桂三木助 (5代目)
五代目 桂 三木助（かつら みきすけ、1984年3月19日 - ）は、落語家。東京都出身、落語協会所属。本名∶小林 康浩。

## 概要
祖父（母の父）は三代目桂三木助であり、叔父（母の弟）に四代目桂三木助がいる。
祖父の録音を聴いたことで落語家を志したが、祖父も叔父も他界していたために叔父が所属していた五代目柳家小さん一門や祖父の弟子であった林家木久扇一門ではなく、2003年に十一代目金原亭馬生に入門した。前座名は「金原亭駒春」。
2006年11月、二つ目昇進。祖父の前名・「桂三木男」に改名する。同月初めての独演会を開く。2008年より平成噺し座に参加。2009年5月7日内幸町ホールにて独演会を開く。
新宿末廣亭の2010年2月上席夜の部は特別の芝居『三代目・四代目桂三木助追善興行』となる。三木男（当時）は二ツ目でありながら、くいつき（仲入り直後の出番）という異例の位置に上がる。主任と仲入りが日替わりとなっていることからも、この芝居は事実上の三木男の責任興行といえる。
2017年9月に柳亭こみち、二代目古今亭志ん五と共に真打に昇進し、祖父と叔父が名乗った桂三木助を5代目として襲名した。2018年6月15日、有楽町朝日ホールにて襲名披露興行。

## 芸歴
- 2003年∶十一代目金原亭馬生に入門、前座名「金原亭駒春」。
- 2006年11月∶二ツ目昇進、「桂三木男」を襲名。
- 2017年9月∶真打昇進、「五代目桂三木助」を襲名。

## 人物
古典落語に専念している。また一門以外にほとんど稽古をつけなかったことで知られた立川談志（叔父の兄弟子である）が、晩年「芝浜」「五貫裁き」などの稽古を付けた数少ない落語家となった。
2003年入門の同期、古今亭文菊、柳家小八・三遊亭ときん・鈴々舎馬るこ・本人・柳亭こみち・古今亭志ん五・古今亭駒治・柳家小平太・柳家勧之助の10人で、「TEN」というユニットを組んでいた。
2013年、カネボウ化粧品で製造販売された美白化粧品でまだらに白くなる白斑様症状の被害者となった。
春風亭一之輔によると、趣味は「モデルガンと、アップルパイを焼くこと」。
2020年7月24日、ツイッターに浅草演芸ホールの看板猫ジロリが窓口でチケットを出す姿の写真を「浅草演芸ホールは運が良いとジロリさんが受付でチケットくれます」というコメントつきでアップしたところ、7月末までにリツイート6万4000件、いいね！が25万件という反響を呼び、ジロリと共に取材を受けている。

## 関連書籍
- 小林茂子『生きてみよ、ツマラナイと思うけど』小学館、2009年。ISBN 9784093878791 - 母の著書。